# Metaceratodus
Metaceratodus é um gênero de peixes pulmonados, de que se conhecem quatro espécies fósseis da Austrália:
- Metaceratodus bonei
- Metaceratodus ellioti
- Metaceratodus palmeri
- Metaceratodus wollastoni